# Dave Cousins

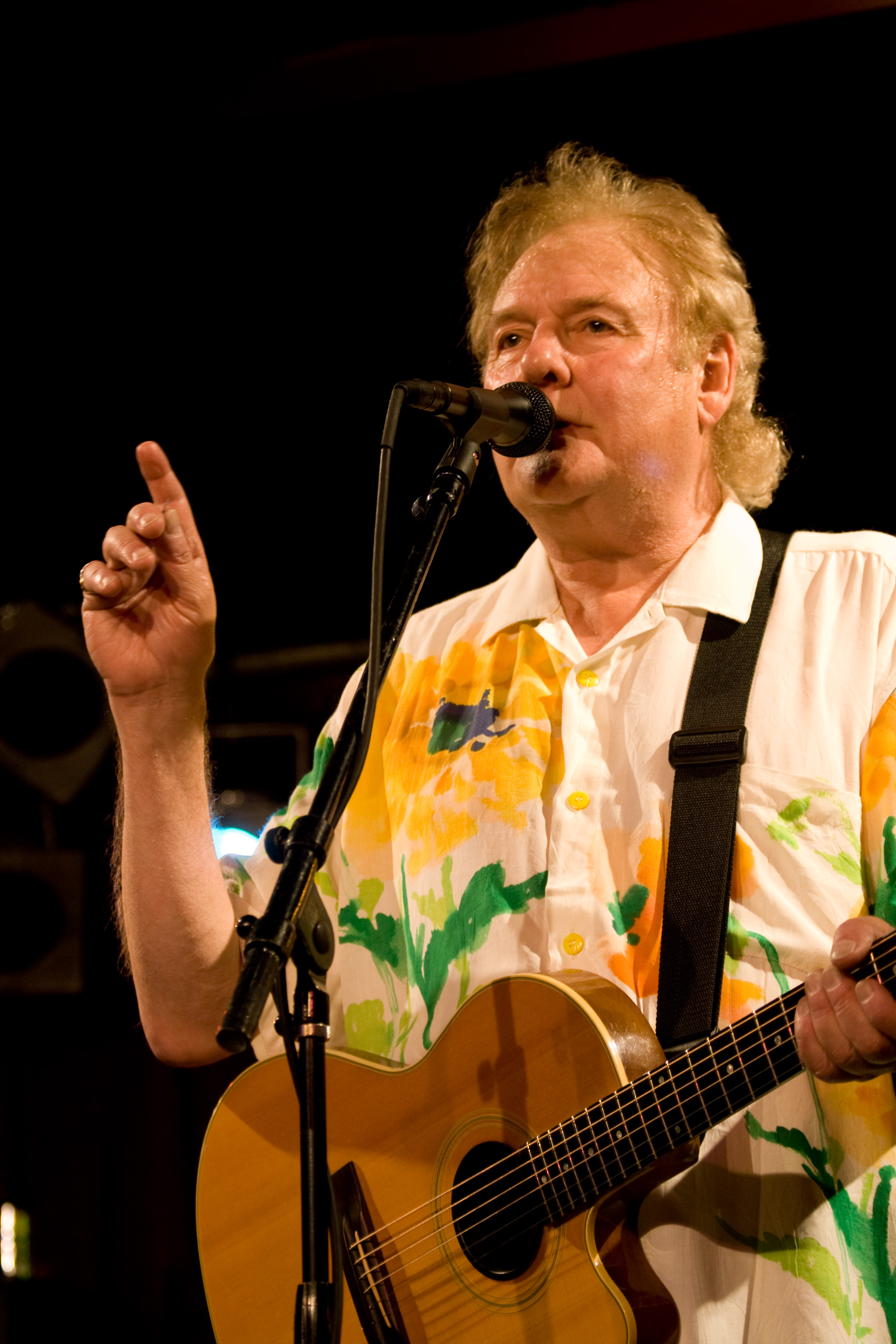
Dave Cousins

Dave Cousins, geboren David Joseph Hindson (Hounslow, 7 januari 1940 – Canterbury, 13 juli 2025) was een Brits zanger en gitarist. Hij bracht regelmatig muziekalbums uit onder eigen naam, maar is meer bekend als oprichter en enig permanent lid van de Strawbs. Hij was voorbestemd als wiskundige en statisticus, hij studeerde af aan de Universiteit van Leicester. Ook werkt hij voor diverse radiostations, als presentator maar ook als marketingman.
Cousins muzikale carrière begint als hij naar muziek luistert van Muddy Waters en Lonnie Donegan. Samen met vriend Tony Hooper loopt hij concerten af en luistert naar oude volksmuziek. Uiteindelijk resulteert dat in het oprichten van een bandje met de naam Strawberry Hill Boys, bestaande uit Cousins, Hooper en Arthur Philips. Zij spelen voornamelijk in de regio van Brighton bluegrass en zijn in die muzieksoort uniek in Engeland. Als snel verlaat Philips de band; hij wordt vervangen door Ron Chesterman. De band komt in contact met Sandy Denny en neemt een album met haar op. Zij is niet tevreden en vertrekt kort daarop. Ze wordt vervangen door Sonja Kristina, ook zij houdt het niet lang uit. The Strawbilly Hill Boys gaat als trio verder en korten hun naam in tot Strawbs.
De carrière van Strawbs neemt begin jaren zeventig een vogelvlucht, maar er zijn ook regelmatig pauzes. In de pauzes nam Cousins dan zijn soloalbums op. De muziek van Strawbs bleef folkgerichte symfonische rock, de soloalbums neigen meer naar folk en singer-songwriter. Bij zijn soloalbums schakelde hij regelmatig (ex-)Strawbsleden in. Zowel The Strawbs als Dave Cousins toerden regelmatig door met name het Verenigd Koninkrijk en Europa.
Cousins is de oprichter van het platenlabel Witchwood Media, dit werd opgericht toen de wereldwijde platenlabels de muziek van hem en zijn groep niet meer wilden uitbrengen.
Cousins had een specifiek stemgeluid: Een scherpe haast nasale stem, maar ook af en toe een beetje slissend en lui.
In 2014 publiceerde Cousins zijn autobiografie "Exorcising ghosts" (331 + 18 pagina's) op Witchwood Media Limited.
Cousins overleed op 13 juli 2025 op 85-jarige leeftijd.

## Albums
- Two Weeks Last Summer (1972)
- Old School Songs (1979) (met Brian Willoughby)
- The Bridge (1994) (met Brian Willoughby)
- Hummingbird (2002) (met Rick Wakeman)
- Wakeman and Cousins Live 1988 (2005) (met Rick Wakeman)
- High Seas (2005) (met Conny Conrad)
- The Boy in the Sailor Suit (2007)
- Secret Paths (2008)
- Duochrome (2008)

## Bron
- Engelstalige Wikipedia
- OOR's Pop-encyclopedie